# Asceua menglun
Asceua menglun är en spindelart som beskrevs av Song och Kim 1997. Asceua menglun ingår i släktet Asceua och familjen Zodariidae. Inga underarter finns listade i Catalogue of Life.